# Чопово
Чопово, още Чопкьой или Чоп кьой (на турски: Çöpköy), е село в Източна Тракия, Турция, Вилает Одрин, Околия Узункьопрю.

## География
Селото се намира на 12 километра югоизточно от Узункьопрю.

## История
В 19 век Чопово е българско село в Узункьоприйска кааза на Одринския вилает на Османската империя. Според „Етнография на вилаетите Адрианопол, Монастир и Салоника“, издадена в Константинопол в 1878 година и отразяваща статистиката на населението от 1873 година, Чок кьой (Tchiok-keui) е село с 340 домакинства и 1758 жители българи. Между 1896 и 1900 година селото преминава под върховенството на Българската екзархия.
Според статистиката на професор Любомир Милетич в 1912 година в селото живеят 400 български екзархийски семейства или 2191 души.
При избухването на Балканската война в 1912 година 15 души от Чопово са доброволци в Македоно-одринското опълчение.
Българското население на Чопово е прогонено
след Междусъюзническата война в 1913 година. Част от населението на Чопово се заселва в селата Чангърлии, Аджемлер, Ишебеглии, Радомирци. Част от чоповци се заселват в Пловдив, в кварталите „Кючук Париж“ и „Борислав“.

## Личности
Родени в Чопово
- Ганчо Димитров, български революционер от ВМОРО, четник на Кръстьо Българията[5]
- Георги Арнаудов, български революционер от ВМОРО[6] и ВТРО
- Георги Делов – Пилата (1881 – ?), български революционер от ВМОРО, куриер[7]
- Димитър Александров, македоно-одрински опълченец, 22-годишен, земеделец, 1 рота на 10 прилепска дружина, ранен на 6 (7) ноември 1912, носител на орден „За храброст“ ІV степен[8]
- Иван Грудев Русков (1901 – 1942), комунистически деец, секретар на ОК на БКП в Сливен[9]